# Tallapooses
Els tallapooses eren una divisió dels alts creeks en la confederació Muscogee. Abans de la deportació al Territori Indi, els tallapoosa vivien al llarg del riu Tallapoosa a Alabama. També eren anomenats cadapouches o canapouches, que havia estat considerat erròniament sinònim dels catawbes de Carolina. El comtat de Tallapoosa (Alabama) va rebre el seu nom per la tribu.
Els exploradors espanyols van descriure ciutats al llarg del Tallapoosa envoltades de palissades de fusta per protecció. En anys posteriors, les palissades ja no es construïen. Es va fer ceràmica utilitzant sorra com un temprador.
Una trentena de ciutats al llarg dels rius Tallapoosa, Coosa, i Chattahoochee formaven aliades la Confederació Muscogee. Els tallapoosa es trobaven entre els alts creeks, que eren més conservadors culturalment i políticament que els pobles baix creek.
Els tallapoosa lluitaren en el setge de Pensacola de 1707. Encara que aquests guerrers havien demostrat la seva eficàcia en la combinació de tàctiques natives i armes europees, els anglesos no van poder recompensar adequadament i subestimaren seriosament la seva importància com a element clau per a l'equilibri de poder a l'interior del sud-est. En conseqüència, pel 1716 els tallapoosa i altres tribus havien canviat la lleialtat a l'altre costat i es disposaren a utilitzar el que havien après contra dels assentaments de Carolina del Sud.

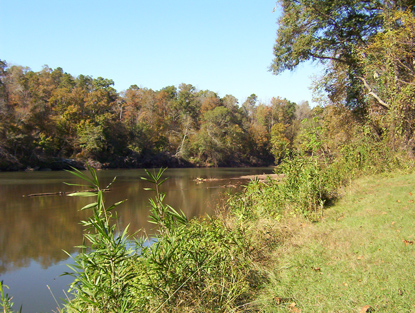
El riu Tallapoosa, vora Horseshoe Bend, Alabama

Els tallapoosa formaven part de la "facció tradicionalista creek," els Bastons Vermells, que lluitaren en la batalla de Holy Ground. A l'estiu de 1813 els Bastons Vermells construïren nous assentaments per a "cada component de la Nació dels Alts Creek (alibamus, tallapoosas, abeikas). Els tallapoosa construïren un nou assentament vora la vila d'Autossee, i els abeikas erigiren Tohopeka, un campament fortificat a Horseshoe Bend del riu Tallapoosa. Els alibamus construïren Holy Ground, o Econochaca ... als penya-segats sobre el riu Alabama, aproximadament 30 milles a l'oest de l'actual Montgomery."
Els tallapoosa foren deportats a la força a Territori Indi amb altres pobles muskogi a començament del segle xix.